# Irene Cara
Pour les articles homonymes, voir Cara et Escalera.
Irene Cara, née le 18 mars 1959 à New York et morte le 25 novembre 2022 à Largo (Floride), est une actrice, chanteuse, parolière et compositrice américaine d'origines portoricaine et cubaine.
Elle est surtout connue pour avoir joué dans le film Fame (1980) d'Alan Parker, dans lequel elle interprète également la chanson Fame. Elle a aussi coécrit et interprété le titre Flashdance... What a Feeling pour le film Flashdance (1983) d'Adrian Lyne.
En 1984, elle est récompensée, notamment, du Grammy Award de la meilleure chanteuse pop pour la chanson Flashdance... What a Feeling, et partage l'Oscar et le Golden Globe de la meilleure chanson originale pour cette même chanson (au sein de la bande originale du film), avec les auteurs et compositeurs Keith Forsey et Giorgio Moroder.

## Biographie

### Carrière
En 1979, Irene Cara obtient le rôle de la mère d’Alex Haley dans la mini-série télévisée Racines 2 : Les Nouvelles Générations (suite de la mini-série Racines) où elle joue notamment aux côtés des stars Olivia de Havilland et Henry Fonda.
En 1980, elle joue dans le film Fame d'Alan Parker, dans lequel elle incarne le personnage de Coco Hernandez. Elle y interprète aussi la chanson de la bande originale, également intitulée Fame. Cette chanson est un premier succès planétaire. Il est suivi par le titre Out Here on My Own qui sera repris par Nikka Costa l'année suivante.
Sur la bande originale du film Flashdance (1983) d'Adrian Lyne, elle interprète la chanson Flashdance... What a Feeling dont elle a écrit les paroles avec Keith Forsey sur une musique de Giorgio Moroder. Grâce à cette chanson, elle reçoit en 1984 le Grammy Award de la meilleure chanteuse pop et l'Oscar de la meilleure chanson originale (en tant que parolière avec son coauteur et le compositeur).
Elle obtient d'autres succès avec Why Me (1983) et Breakdance (1984).
Son dernier album, Irene Cara Presents Hot Caramel, sort en 2011.

### Mort
Irene Cara est retrouvée morte à son domicile en Floride le 25 novembre 2022. Elle aurait succombé à une maladie cardiaque artérioscléreuse et hypertensive après une hypercholestérolémie. Elle souffrait également de diabète. Au moment de sa mort, elle résidait en Floride, vivait à Largo et avait une adresse secondaire à New Port Richey, où se trouvait son entreprise, Caramel Productions.[réf. nécessaire] Elle est incinérée.

## Discographie

### Albums
- 1980 : Fame (BOF, Polygram)
- 1982 : Anyone Can See, (Elektra / Unidisc Records)
- 1983 : What a Feelin’ (Geffen)
- 1983 : Flashdance (BOF, Casablanca Records)
- 1984 : D.C. Cab Soundtrack (BOF, Geffen Records)
- 1985 : City Heat Soundtrack (BOF, Warner Bros.)
- 1987 : Carasmatic (Elektra Records)
- 1989 : All Dogs Go to Heaven (BOF)
- 1991 : China Cry Soundtrack (BOF)
- 2007 : Downtown: A Street Tale Soundtrack (BOF)
- 2011 : Irene Cara Presents Hot Caramel (label indépendant)

### Singles
| Années | Single                            | Billboard Hot 100 | U.S. Dance | Hot Adult Contemporary Tracks | UK Singles Chart | Album                                  |
| ------ | --------------------------------- | ----------------- | ---------- | ----------------------------- | ---------------- | -------------------------------------- |
| 1980   | Fame                              | 4                 | 1          | -                             | 1                | Fame Soundtrack                        |
| 1980   | Out Here on My Own                | 19                | -          | 20                            | 58               | Fame Soundtrack                        |
| 1981   | Anyone Can See                    | 42                | -          | -                             | -                | Anyone Can See                         |
| 1983   | Flashdance... What a Feeling      | 1                 | 1          | 4                             |                  | Flashdance Soundtrack / What a Feelin' |
| 1983   | Why Me                            | 13                | 7          | -                             | 86               | What a Feelin'                         |
| 1983   | The Dream (Hold on to Your Dream) | 37                | 26         | -                             | -                | DC Cab Soundtrack / What a Feelin'     |
| 1984   | Breakdance                        | 8                 | 13         | -                             | 88               | What a Feelin'                         |
| 1984   | You Were Made For Me              | 78                | -          | 10                            | -                | What a Feelin'                         |
| 1987   | Girlfriends                       | -                 | -          | -                             | -                | Carasmatic                             |
| 1988   | I Can Fly                         | -                 | -          | -                             | -                |                                        |
| 1995   | Rhythm of My Life                 | -                 | -          | -                             | -                | Precarious 90's                        |
| 1996   | You Need Me                       | -                 | -          | -                             | -                | Precarious 90's                        |
| 1997   | All My Heart                      | -                 | -          | -                             | -                | Precarious 90's                        |
| 2001   | What a Feeling (avec DJ Bobo)     | -                 | -          | -                             | -                | -                                      |
| 2006   | Forever My Love                   | -                 | -          | -                             | -                | Gay Happening Vol. 12                  |
| 2007   | Downtown                          | -                 | -          | -                             | -                | Downtown: A Street Tale Soundtrack     |

### Participations
- John Blaire : We Belong Together
- Millington : Ladies on the Stage
- Bill Chinnock : Badlands
- Busted Up (film de Conrad Palmisano)
- George Duke : Best of George Duke
- Oleta Adams : Very Best of Oleta Adams
- DJ Bobo : Celebration
- Stanley Turrentine feat. Irene Cara You Can't Take My Love (album Home again)

## Filmographie

### Cinéma
- 1975 :  Aaron Loves Angela (en) de Gordon Parks Jr. : Angela
- 1976 : Sparkle (en) de Sam O'Steen : Sparkle Williams
- 1976 : Apple Pie d'Howard Goldberg : une danseuse
- 1980 : Fame d'Alan Parker : Coco Hernandez
- 1982 : Killing'em Softly de Max Fischer : Jane Flores
- 1983 : D.C. Cab de Joel Schumacher : elle-même (caméo)
- 1983 : For Us, The Living: The Story of Medgar Evers de Michael Schultz : Myrlie Evers
- 1984 : Haut les flingues ! de Richard Benjamin : Ginny Lee
- 1985 : La Cavale impossible de Stephen Gyllenhaal : Tracy Freeman
- 1986 : Busted Up de Conrad E. Palmisano : Simone Bird
- 1989 : Blanche-Neige et le Château hanté de John Howley : Blanche-Neige (voix)
- 1990 : Caged in Paradiso de Mike Snyder : Eva
- 1991 : China Cry: A True Story de James F. Collier : voix
- 1992 : Pico et Columbus : Le Voyage magique de Michael Schoemann : Marilyn (voix)
- 1994 : The Jungle King, court-métrage de Diane Eskenazi : Leonette (voix)
- 2004 : Downtown: A Street Tale de Rafal Zielinski : une voisine (cameo)

### Télévision
- 1970-1971 : Love of Life (série) : Daisy Allen
- 1971-1972 : The Electric Company (série) : Iris, une membre du Short Circus
- 1976 : Kojak (Saison 4, épisode 7 : La neige sale) : Amy
- 1977 : What's Happening!! : Maria
- 1979 : Racines 2 : Les Nouvelles Générations (Roots: The Next Generations) (mini-série, 3 épisodes) : Bertha Palmer Haley
- 1980 : Guyana Tragedy: The Story of Jim Jones de William A. Graham (série) : Alice Jefferson
- 1981 : Irene (sitcom) : Irene Cannon
- 1982 : Sister, Sister de John Berry (série) : Sistina « Sissy » Lovejoy, la benjamine
- 1988 : Bustin' Loose (épisode « What's a Nice Girl Like You...? ») : elle-même
- 1991 : Gabriel Bird de Jack Sholder (série, épisode 21 : « Birds Gotta Fly ») : Celine Bird
- 1992 : Hearts are Wild (épisode 8) : Dorah

## Distinctions
| Année | Cérémonie           | Catégorie                                             | Œuvre                                                                                          | Résultat   |
| ----- | ------------------- | ----------------------------------------------------- | ---------------------------------------------------------------------------------------------- | ---------- |
| 1981  | Golden Globe Awards | Meilleure actrice dans un film musical ou une comédie | Fame                                                                                           | Nomination |
| 1981  | Grammy Awards       | Meilleur nouvel artiste                               | Fame                                                                                           | Nomination |
| 1984  | Golden Globe Awards | Meilleure chanson originale                           | Flashdance... What a Feeling (partagé avec Giorgio Moroder et Keith Forsey)                    | Lauréat    |
| 1984  | Grammy Awards       | Meilleure bande originale pour un média visuel        | Flashdance: Original Soundtrack from the Motion Picture (en) (partagé avec d'autres paroliers) | Lauréat    |
| 1984  | Grammy Awards       | Meilleure chanteuse pop                               | Flashdance... What a Feeling                                                                   | Lauréat    |
| 1984  | Oscars du cinéma    | Meilleure chanson originale                           | Flashdance... What a Feeling (partagé avec Giorgio Moroder et Keith Forsey)                    | Lauréat    |